# Boahene Yeboa-Afari
 (mai 2025).
Kwame Boahene Yeboah-Afari, né le 13 novembre 1920 et mort le 22 mai 1996, est un éducateur et un homme politique ghanéen. Il a occupé divers portefeuilles ministériels de la première république, notamment celui de premier ministre de l'agriculture (en) du Ghana et de premier ministre régional de la région de Brong Ahafo. Il a également été député de la circonscription de Sunyani Est.

## Jeunesse et éducation
Yeboah-Afari est né le 13 novembre 1920 de Nana Yeboah-Afari II, fils d'un royal du Tabouret Dormaa. Il a fait ses études secondaires à l'Abuakwa State College (en) et les a terminées en 1947.

## Carrière
Après ses études secondaires, il est retourné dans la région de Brong Ahafo pour aider à faire revivre le lycée abandonné de Dormaa (alors Dormaa State College), qui a été fondé par Ms. Oppong et Yeboah, tous deux originaires de Dormaa. Il a été nommé directeur de l'école par les fondateurs lorsque le premier directeur a démissionné suite aux menaces du commissaire de district du gouvernement colonial britannique (DC), qui affirmait que la création du collège ne faisait pas partie du plan de développement du gouvernement. Yeboah-Afari a relancé le collège le 8 janvier 1948 avec trois étudiants. Il a été directeur de l'école,enseignant, économe et messager.
Il a développé des liens étroits avec Kwame Nkrumah (qui était alors le secrétaire organisateur de la United Gold Coast Convention (en)) après avoir formé une branche Dormaa Ahenkro (en) de la United Gold Coast Convention (UGCC) et a servi comme secrétaire de ladite branche. Le Dr Kwame Nkrumah avait fondé le Ghana National College contre la volonté du gouvernement colonial de l'époque et lorsque Nkrumah était à Kumasi, Yeboah-Afari l'a rencontré pour discuter des problèmes auxquels son école était confrontée avec le gouvernement colonial et pour suggérer que Nkrumah prenne la responsabilité de l'école comme il l'a fait pour le Ghana National College.

## Politique
Yeboah-Afari était membre de la Fédération Brong Kyempem (BKF), qui s'est ensuite transformée en Conseil Brong Kyempem (BKC) ; un groupe fondé pour le progrès de l'État de Bono. Il a remplacé Nana Agyemang Badu I, alors omanhene (chef suprême) de Dormaa, qui était parti au Royaume-Uni pour poursuivre ses études à l'Université d'Oxford. En 1951, il fut élu premier membre de l'Assemblée législative représentant Sunyani Est sur la liste du Parti populaire de la Convention. Cinq ans plus tard, il fut nommé premier ministre de l'agriculture (en) du Ghana,, il était alors le plus jeune (35 ans) ministre du gouvernement Nkrumah (en) .
En septembre 1956, il est nommé ministre des Communications et des Travaux publics. Au cours de son mandat, il a contribué à la création de l'ancienne Ghana Airways Corporation et de la State Transport Corporation (STC). Il fut ministre sans portefeuille en 1957,. En juin 1958, il fut nommé secrétaire ministériel (vice-ministre) pour l'Ashanti occidental. Plus tard cette année-là, lorsque la région de Brong Ahafo fut créée, il fut nommé premier commissaire de la région (ministre régional).
En tant que commissaire régional de la région de Brong Ahafo, il a contribué à la fondation de l' école secondaire Sunyani (en) . Son administration a également aidé à déterminer l’emplacement de l’aéroport de Sunyani et de la caserne militaire. Il a été commissaire régional de Brong Ahafo jusqu'en 1959, date à laquelle il a été remplacé par Stephen Willie Yeboah. Le 29 juin 1962, il a été condamné à une peine de plus de 12 mois d'emprisonnement le rendant incapable de représenter la circonscription électorale de Sunyani Est au Parlement.

## Vie personnelle et mort
Il est le père d’Ajoa Yeboah-Afari, un journaliste ghanéen.
Boahene Yeboah-Afari est décédé le 22 mai 1996, à l'âge de 75 ans.